# Valverde de Campos
Valverde de Campos is een gemeente in de Spaanse provincie Valladolid in de regio Castilië en León met een oppervlakte van 21,22 km². Valverde de Campos telt 103 inwoners (1 januari 2016).

## Demografische ontwikkeling
Bron: INE, 1857-2011: volkstellingen